# HMS Victory
L' HMS Victory  és un vaixell britànic que va participar en la batalla de Trafalgar com a vaixell insígnia de l'almirall Horatio Nelson.
En aquest vaixell Nelson va morir com a conseqüència d'un tret de mosquet que va entrar per la seva espatlla esquerra i va baixar directament fins a les costelles, trencant-ne dues, que perforà el seu pulmó esquerre i va tallar l'artèria pulmonar, provocant una lenta mort en entrar sang al pulmó amb cada batec del cor de l'almirall.
Aquest vaixell està fondejat permanentment a la ciutat de Portsmouth com a museu. Actualment té tripulació i fins i tot capità, essent una de les peces més simbòliques del la Royal Navy per la seva importància en la seva última batalla, que donaria a Anglaterra superioritat marítima durant gairebé un segle.
El Victory com a vaixell de línia a la batalla de Trafalgar disposava de 104 canons.
- Coberta inferior: 30 canons de 32 lliures.
- Coberta mitjana: 28 canons de 24 lliures.
- Coberta superior: 30 canons de 12 lliures (llargs).
- 4a Coberta: 12 canons de 12 lliures (curts).
- Castell: 2 canons de 12 lliures (mitjans).
- Castell: 2 carronades de 68 lliures.

L'HMS Victory, continua actiu com a vaixell insígnia del segon lord del mar, i és el vaixell més antic del món en servei, amb trenta anys d'avantatge sobre l'USS Constitution. En la seva tasca com a vaixell museu, rep al voltant de 350.000 visitants l'any.

## Galeria

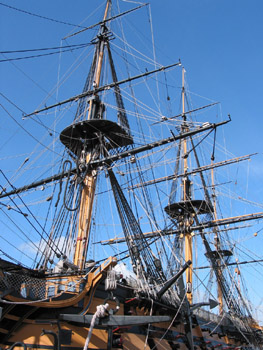
Pal major i aparell de l'HMS Victory
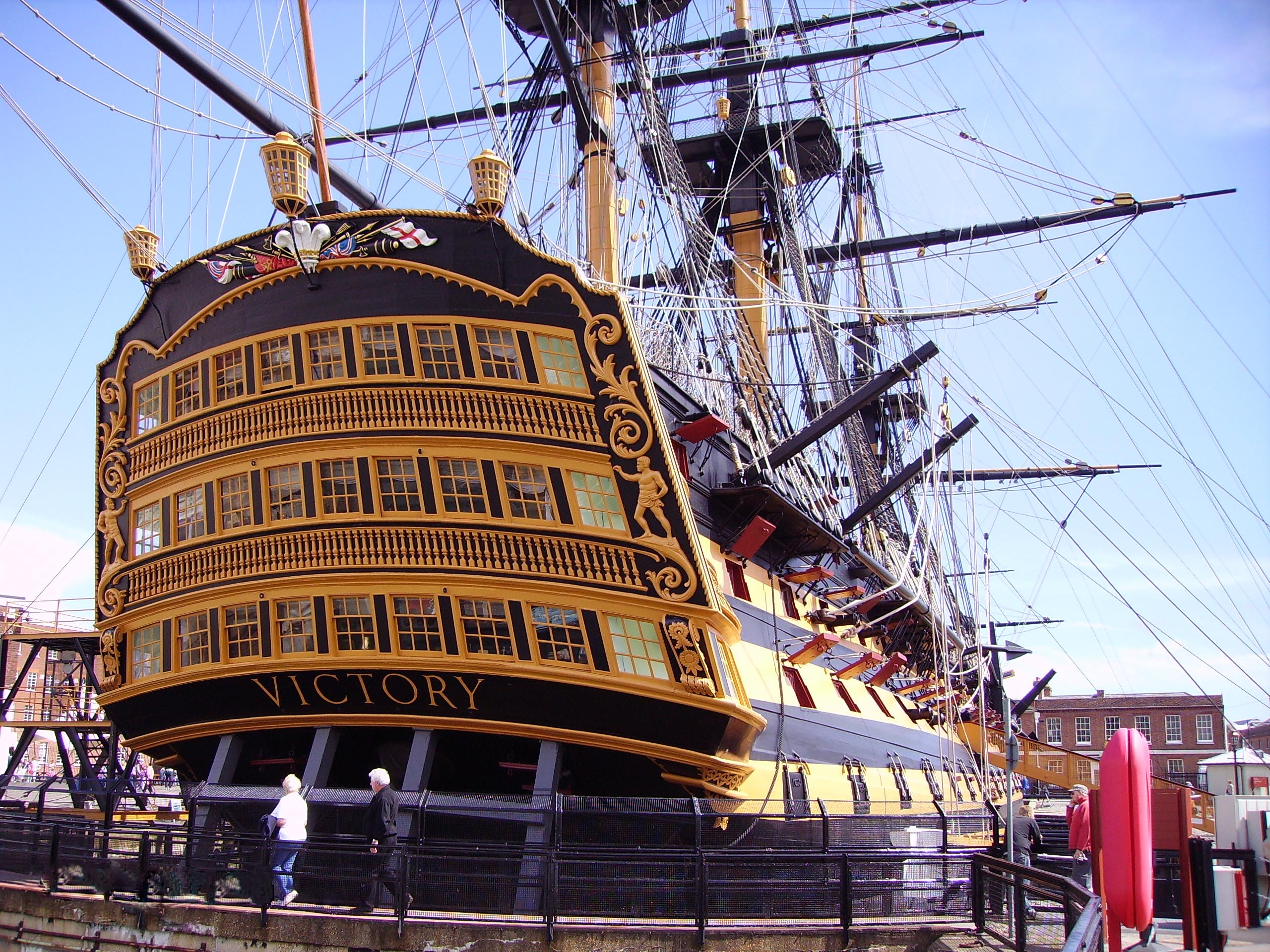
Mirall de popa de l'HMS Victory
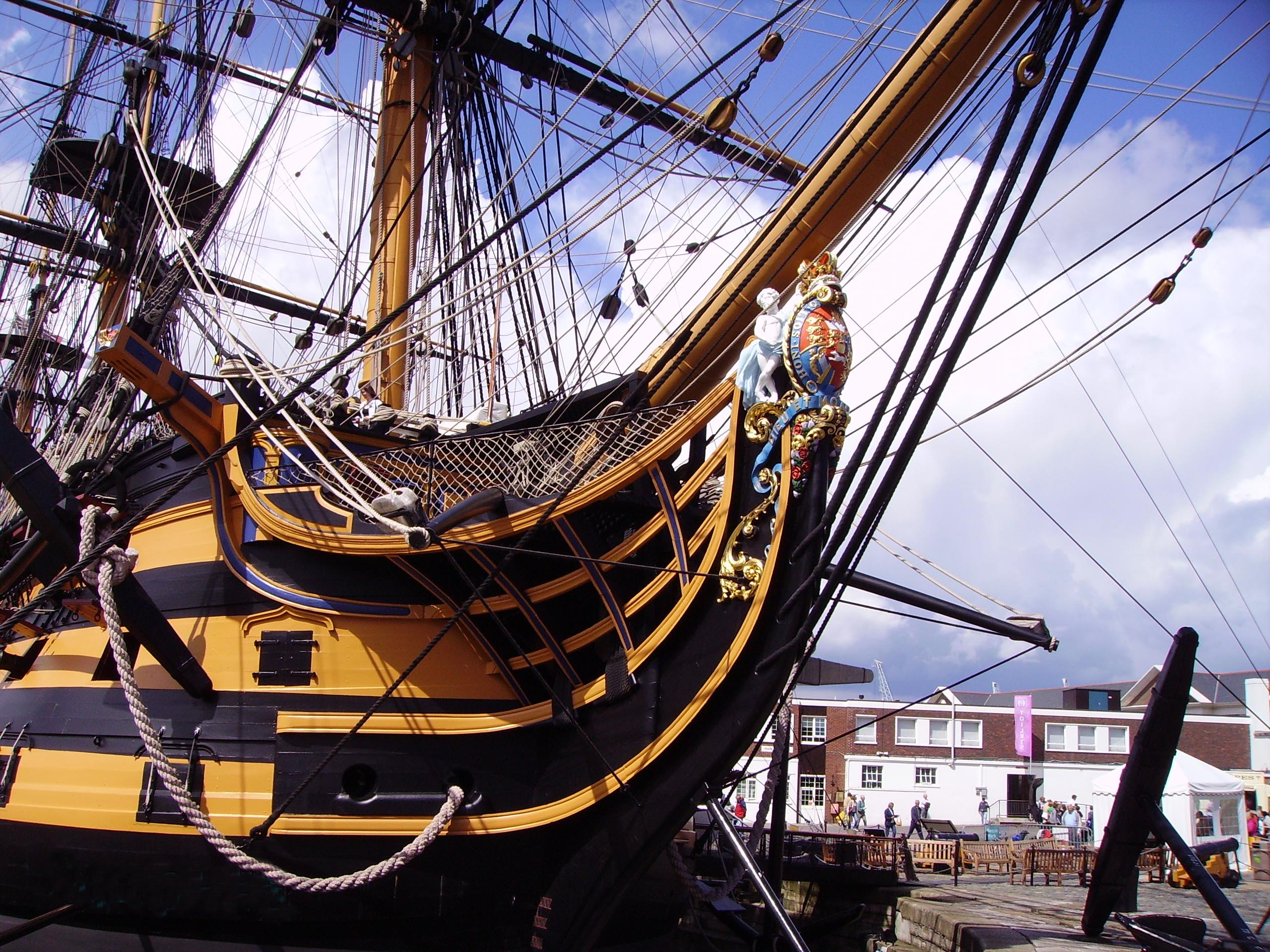
Proa de l'HMS Victory
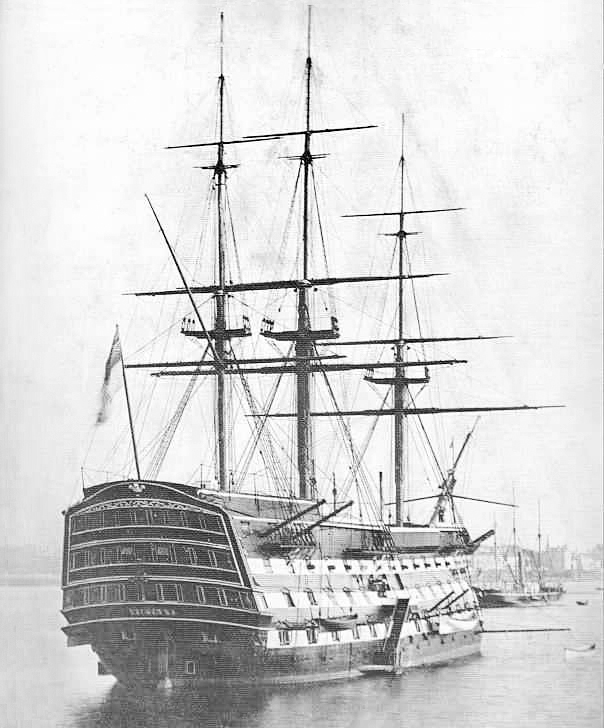
HMS Victory el 1884.